# Montone (fiume)
(Francesco Guicciardini)
Il Montone, anticamente detto anche Casatico, è un fiume lungo circa 140 km che nasce a San Benedetto in Alpe nel comune di Portico e San Benedetto dalla confluenza dei fiumi Acquacheta, Rio Destro e Troncalosso presso i giardini pubblici di San Benedetto in Alpe e scorre in Romagna, formando una delle vallate dell'Appennino forlivese. La sua lunghezza, misurata secondo l'asse della valle, dalla sorgente fino alla confluenza con il Ronco, è di 76,5 km mentre una lunghezza più elevata può essere rilevata considerando le anse compiute dal fiume, in particolare in quelle nel corso mediano dello stesso.
La pendenza in via approssimativa è del 10,3% sopra i 600 metri s.l.m., tra il 4,8% e l'1% tra i 600 e i 200 metri s.l.m. mentre raggiunge valori pari allo 0,06% e lo 0,04% nei tratti di pianura.

## Corso del fiume
Il Montone si forma presso San Benedetto in Alpe, bagna dapprima Portico di Romagna, Rocca San Casciano, Dovadola, Castrocaro Terme e Terra del Sole; giunge poi presso la città di Forlì lambendone a occidente il centro storico, dopo aver ricevuto il Rabbi.
Da qui in poi scorre in pianura in direzione di Ravenna. Presso Ravenna riceve il Ronco dando origine ai Fiumi Uniti che sfociano nel mare Adriatico.
Il primo tratto ha il nome di Troncalosso; presso San Benedetto in Alpe riceve dalla destra un piccolo affluente, il Rio destro, e poco oltre si immette sulla sua sinistra un affluente di notevole lunghezza, l'Acquacheta (che in passato veniva considerato il primo tratto del fiume), noto per la sua spettacolare cascata in località Romiti (citata anche da Dante in Inf. XVI, 97).
Presso Bocconi riceve da sinistra il Fosso Trebuccio mentre presso Rocca San Casciano vi si immettono numerosi altri affluenti, tra i quali sulla sinistra il Fosso Sant'Antonio e il Fosso di Villanova, e sulla destra il Fosso dell'Acqua Salta e il Fosso del Ridaccio.
Fra Dovadola e Castrocaro riceve le acque di un importante affluente, il torrente Brasina, che nasce dalle alle falde del Monte Colombo.
Presso Pieve Salutare riceve sulla sinistra il Rio Casolani e fra Castrocaro e Terra del Sole il Rio Cozzi. Nei pressi di Vecchiazzano riceve il suo affluente più importante, il Rabbi, continuando il proprio corso verso Forlì. Aggirando la città, riceve il Rio Cosina, piccolo affluente che segna il confine tra il comune di Forlì e Castrocaro.
Il fiume in questo modo continua il proprio percorso in quello che in passato era l'alveo del Rio Cosina, segnando il confine tra Forlì e la Provincia di Ravenna. Nei pressi di Ravenna si unisce con il fiume Ronco, costituendo così il corso d'acqua denominato, fino allo sbocco in mare Adriatico, Fiumi Uniti.

## Idrologia

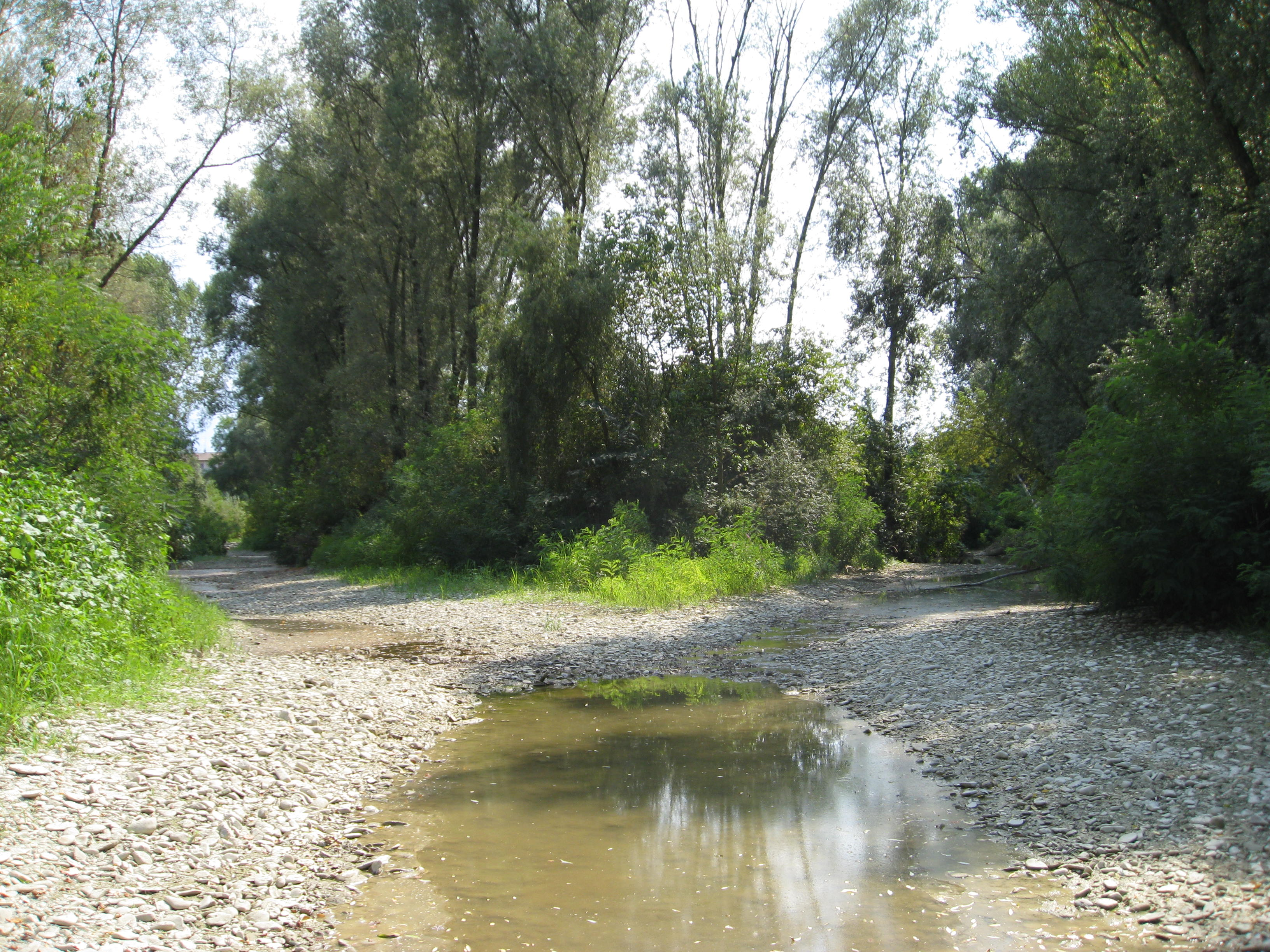
Confluenza del Rabbi (a sinistra) nel Montone (a destra), nei pressi di Forlì. Nella stagione estiva entrambi i fiumi, in alcuni tratti, risultano scarsi d'acqua

Il Montone è un corso d'acqua dal regime spiccatamente torrentizio con magre estreme in estate e piene improvvise in autunno. La sua portata media è di circa 5 m³/s.

## Storia
Il Montone era il confine nord-occidentale dei Galli Senoni. A ovest del fiume erano stanziati i Galli Boi.
Per secoli il Montone, almeno in pianura, è stato navigabile; Giovanni di Mastro Pedrino ci narra che Pandolfo III Malatesta, in viaggio per Milano, si imbarcò da Forlì a Schiavonia il 13 marzo del 1425 in direzione di Russi.
Nelle pergamene altomedievali il fiume è denominato Liviense (cioè "forlivese", dal nome latino della città, Forum Livii). L'attuale nome sembra derivare da una palude, o valle, detta «dei Montoni».
Nel XIII secolo il fiume fu portato a scorrere sotto le mura occidentali della città di Ravenna. Oggi la via denominata "Circonvallazione San Gaetanino" ripercorre fedelmente il percorso della via d'acqua.
Sulla riva destra del Ronco (altro fiume che scorreva vicino all'abitato di Ravenna), poco prima della confluenza col Montone, ebbe luogo nel 1512 la battaglia di Ravenna.
Nel 1601 il fiume fu reso navigabile da Forlì fino alla foce. Nel 1636 si verificò una disastrosa esondazione del Montone e del Ronco.
Negli anni 1735-39 fu realizzata l'imponente opera che cambiò il corso dei due fiumi e che ha dato vita all'assetto che osserviamo ancora oggi. Il Montone fu fatto scorrere a sud di Ravenna, dove ricevette le acque del Ronco. Da quel punto un nuovo corso d'acqua, denominato Fiumi Uniti scorre su un letto rettilineo in direzione del mare.